# Helen Mirren
Dame Helen Lydia Mirren (Chiswick (Londen), 26 juli 1945) is een Engels actrice. Ze is in Nederland en België vooral bekend geworden door haar hoofdrol als Superintendent Jane Tennison in de detectiveserie Prime Suspect.

## Achtergrond
Mirrens vader Vasily Petrovitsj Mironoff is een Rus die op zijn tweede naar Engeland verhuisde, haar moeder is Engelse uit West Ham, Londen. Haar vader veranderde in 1950 de familienaam in Mirren. Ze ging naar school in Southend-on-Sea, waar ze al op het toneel stond in schoolproducties. Haar verdere opleiding volgde ze op de New College of Speech and Drama in Londen.
Op 31 december 1997 trouwde ze met de Amerikaanse regisseur Taylor Hackford, met wie zij sinds 1986 een relatie had. Helen Mirren heeft geen kinderen.
Op 3 december 2003 werd Helen Mirren benoemd tot Dame Commandeur in de Orde van het Britse Rijk (DBE).

## Toneel
Mirren startte haar toneelcarrière bij de National Youth Theatre (NYT). Op haar 20e speelde ze daarmee Cleopatra in de NYT-productie Antonius en Cleopatra in de Old Vic. Via de NYT kwam zij terecht bij de Royal Shakespeare Company (RSC), waaraan ze jarenlang verbonden bleef. Daarnaast speelde Mirren vanaf 1975 diverse rollen in West End-producties. Haar grote toneeldoorbraak kwam in 1994 met haar rol als Natalya Petrovna in Toergenjevs Een maand op het land.

## Televisie
In Nederland en België is Helen Mirren vooral bekend van haar rol als de politie-inspecteur Jane Tennison in de ITV-serie Prime Suspect, waarvan tussen 1991 en 2006 in totaal zeven meerdelige afleveringen werden uitgezonden. Deze serie leverde haar van 1992-1994 drie jaar op rij de BAFTA Award op voor beste actrice. Voor haar rol in Elizabeth I voor Channel 4 en HBO kreeg ze een Emmy Award. Ook voor Prime Suspect ontving ze in 1996 en 2007 een Emmy, en in 1999 voor haar rol in The Passion of Ayn Rand in 1999. Voor Losing Chase (1997) en Elizabeth I ontving ze een Golden Globe voor beste actrice.
Na Elizabeth I kwam eind 2006 de bioscoopfilm The Queen uit, waarin Mirren de rol van Elizabeth II, ten tijde van het overlijden van prinses Diana vertolkte. Ze kreeg voor deze rol de Oscar voor beste actrice en een BAFTA. Mirren is de enige actrice die zowel Elizabeth I als Elizabeth II op het scherm heeft neergezet. Voor haar rollen in The Madness of King George (1994), Gosford Park (2001) en The Last Station (2009) werd ze eveneens genomineerd voor een Oscar.
In totaal won Helen Mirren in haar carrière één Academy Award (en vier nominaties), vier BAFTA's (en vijf nominaties), tweemaal de prijs voor beste actrice op het Cannes Film Festival, vier Emmy Awards (en zes nominaties), drie Golden Globes (zes nominaties) en drie Screen Actors Guild Awards (vier nominaties). In 2009 ontving ze de Lifetime Achievement van de Women In Film And Television Awards in Londen. In 2013 kreeg ze voor haar filmwerk ook een ster op de Hollywood Walk of Fame. In 2014 won zij de BAFTA Fellowship Award, de hoogste Britse onderscheiding op het gebied van Film en Televisie. Prins William reikte de prijs aan haar uit.